# Тёплое (озеро, Партизанск)
Тёплое — искусственное озеро, пруд-охладитель Партизанской ГРЭС в микрорайоне Лозовый города Партизанска.
В озеро впадают ручьи: Лозовый и Кабаний ключи. Канал, по которому в озеро спускают техническую воду с Партизанской ГРЭС, в народе называют «Горячкой». Вода из озера через шлюз водосброса вытекает по водотоку в реку Партизанская. В зимний период озеро не замерзает.
У северо-западного берега озера расположен жилой массив микрорайона Лозовый, у юго-западного — детский лагерь, у северо-восточного — Партизанская ГРЭС, к юго-восточному берегу озера подступают покрытые лесом сопки. Берег каменистый. На дне преобладают два типа грунта: каменистый и каменисто-песчаный. Вода в озере мутноватая, поступает с электростанции тёплой. Раз в несколько лет воду из озера сбрасывают, чтобы очистить дно от ила, веток и мусора, произвести ремонт запорной арматуры на шлюзе и брызгал пруда-охладителя. Место проведения тренировок и соревнований по гребле. На берегу имеется гребная база спорткомплекса «Олимпийский».

## История
Прежде на месте озера находилась корейская деревня Хыннамдон, которая была основана во второй половине XIX века. В селе проживало проживало три тысячи человек. Путешественник В. К. Арсеньев бывал в селе и назвал его зажиточным. В конце 1930-х годов корейцы были выселены из Приморья и село частично опустело, осталась существовать русская часть деревни. В 1939 году был поставлен вопрос о задействовании территории села и прилегающих земель под строительство электростанции. В 1939—1940 годах разобраны последние строения. В конце 1940-х годов сооружён пруд-охладитель.
Летом 1957 года по инициативе дирекции Сучанской ГРЭС начато зарыбление водохранилища: в нём развели сазанов и карасей из озера Ханка. В 1963 году сообщалось, что Сучанское водохранилище было крайне запущено и может быть превращено в рыбоводное угодье. В 1964 году или раньше в озере случайно акклиматизировалась рыба телапия, обитающая у берегов Индонезии. Для наблюдения за поведением рыбы в садок на берегу озера была выпущена партия телапии, рыбоводы не заметили отверстия садка, и рыба оказалась в тёплом озере, где и размножилась.
В советское время на берегу озера существовала знаменитая турбаза «Горные ключи». До 1996 года на озере действовала станция по разведению рыб карповой породы: карп, карась, сазан. Здесь к Олимпийским играм готовили команду гребцов. В 1987 году была создана гребная база.
В 1997 году сообщалось, что озеро имело глубину 10—12 метров, на его берегу росли тростник обыкновенный, осока пузырчатая, рогоз широколистный, стрелолист обыкновенный, на мелководье — ряски. На наибольшей глубине росли рдест курчавый, элодея канадская. В прибрежной части озера водились гальян и пескарь, в зоне открытой воды — более крупные рыбы: карась, сазан, сом, верхогляд. На дне обитали пресноводные молюски, улитки-физы, беззубки. С осени по апрель на озере поселялись большие серые утки и чирки. Чистоту в водоёме поддерживали очистительные сооружения электростанции. Озеро являлось местом отдыха населения посёлка Лозовый и Партизанска, проведения соревнований по гребле на каноэ и байдарках. В 2024 году на берегу озера Теплого открыта новая гребная база «Олимпийская».